# Ґрімур Хаконарсон
Ґрімур Хаконарсон (ісл. Grímur Hákonarson; нар. 1977, Ісландія) — ісландський кінорежисер, сценарист та монтажер.

## Життєпис
Ґрімур Хаконарсон народився у 1977 році в Ісландії. Почав знімати любительські фільми у 15 років: «експериментував, роблячи безглузді фільми з друзями». Освіту здобув у празькій кіношколі FAMU, де працює з середини 2000-х.
Дебютував Хаконарсон у кіно на початку 2000-х років, знімаючи документальні та короткометражні стрічки. Перший свій повнометражний фільм «Країна вічного літа» зняв у 2010 році. За сценарій до цієї стрічки Ґрімур Хаконарсон був номінований на ісландську національну кінопремію «Едда».
Другий повнометражний ігровий фільм Ґрімура Хаконарсон 2015 року «Барани» став володарем нагороди «Особливий погляд» на 68-му Каннському кінофестивалі та був висунутий від Ісландії на премію «Оскар»-2016 у категорії за найкращий фільм іноземною мовою.
Ґрімур Хаконарсон неодноразово представляв свої фільми на Київському міжнародному кінофестивалі «Молодість».

## Фільмографія
| Рік  | Українська назва                                       | Оригінальна назва                           | Примітки                                       |
| ---- | ------------------------------------------------------ | ------------------------------------------- | ---------------------------------------------- |
| 2002 |                                                        | Varði Goes Europe                           | режисер, монтажер                              |
| 2004 | Славек — лайно                                         | Slávek the Shit                             | короткометражний, режисер, сценарист, монтажер |
| 2007 | Реслер                                                 | Bræðrabylta                                 | короткометражний, режисер, сценарист           |
| 2010 | Хлопці на плівці 4: Захисти мене від того, чого я хочу | Boys on Film 4: Protect Me from What I Want | відеофільм, режисер, сценарист                 |
| 2010 | Країна вічного літа                                    | Sumarlandið                                 | режисер, сценарист                             |
| 2012 | Чисте серце                                            | Hreint hjarta                               | документальний, режисер, сценарист, монтажер   |
| 2015 | Барани                                                 | Hrútar                                      | режисер, сценарист                             |

## Визнання
| Рік                                                                  | Категорія                                                      | Фільм               | Результат |
| -------------------------------------------------------------------- | -------------------------------------------------------------- | ------------------- | --------- |
| Каннський кінофестиваль                                              |                                                                |                     |           |
| 2005                                                                 | Приз Сінефондасьйон                                            | Славек — лайно      | Номінація |
| 2015                                                                 | Нагорода Особливий погляд                                      | Барани              | Перемога  |
| Міжнародний кінофестиваль у Чикаго                                   |                                                                |                     |           |
| 2006                                                                 | Срібний Г'юґо за найкращий короткометражний фантастичний фільм | Славек — лайно      | Перемога  |
| Міжнародний кінофестиваль у Локарно                                  |                                                                |                     |           |
| 2007                                                                 | Спеціальний приз журі — Спеціальна згадка                      | Реслер              | Перемога  |
| Міжнародний кінофестиваль короткометражних фільмів у Клермон-Феррані |                                                                |                     |           |
| 2008                                                                 | Спеціальна згадка журі                                         | Реслер              | Перемога  |
| Міланський міжнародний кінофестиваль лесбійських та гей-фільмів      |                                                                |                     |           |
| 2008                                                                 | Найкращий короткометражний фільм                               | Реслер              | Перемога  |
| Чеський кінофестиваль лесбійських та гей-фільмів                     |                                                                |                     |           |
| 2008                                                                 | Приз студентського журі за найкращий короткометражний фільм    | Реслер              | Перемога  |
| Кінофестиваль фантастичних фільмів в Остіні                          |                                                                |                     |           |
| 2011                                                                 | Найкращий сценарій (з Олафуром Еґілссоном)                     | Країна вічного літа | Перемога  |
| Премія Едда                                                          |                                                                |                     |           |
| 2011                                                                 | Найкращий сценарій року (з Олафуром Еґілссоном)                | Країна вічного літа | Номінація |
| 2013                                                                 | Кінорежисер року                                               | Чисте серце         | Номінація |
| 2013                                                                 | Найкращий монтаж                                               | Чисте серце         | Номінація |
| Трансільванський міжнародний кінофестиваль                           |                                                                |                     |           |
| 2015                                                                 | Трофей Трансільванії за найкращий фільм                        | Барани              | Номінація |
| 2015                                                                 | Спеціальний приз журі                                          | Барани              | Номінація |
| 2015                                                                 | Приз глядацької аудиторії за найкращий фільм                   | Барани              | Номінація |
| Цюрихський кінофестиваль                                             |                                                                |                     |           |
| 2015                                                                 | Золоте око за найкращий іноземний фільм                        | Барани              | Перемога  |